# Bislett Games 2021
Die Bislett Games 2021 waren eine Leichtathletik-Veranstaltung, die am 1. Juli im Bislett-Stadion in der norwegischen Hauptstadt Oslo stattfand und Teil der Diamond League war. Es war dies das vierte Meeting dieser Veranstaltungsreihe.

## Ergebnisse

### Männer

#### 200 m
| Platz | Athlet                | Land | Zeit (s) |
| ----- | --------------------- | ---- | -------- |
| 1     | Andre De Grasse       | CAN  | 20,09    |
| 2     | Aaron Brown           | CAN  | 20,38    |
| 3     | Isaac Makwala         | BOT  | 20,61    |
| 4     | Fausto Desalu         | ITA  | 20,71    |
| 5     | Vernon Norwood        | USA  | 20,74    |
| 6     | Mouhamadou Fall       | FRA  | 20,92    |
| 7     | Alex Wilson           | SUI  | 20,98    |
| 8     | Mathias Hove Johansen | NOR  | 21,36    |

Wind: −1,0 m/s

#### Svein Arne Hansen Dream Mile
| Platz                     | Athlet                     | Land | Zeit (min)    |
| ------------------------- | -------------------------- | ---- | ------------- |
| 1                         | Stewart McSweyn            | AUS  | 3:48,37 WL AR |
| 2                         | Marcin Lewandowski         | POL  | 3:49,11 NR    |
| 3                         | Jye Edwards                | AUS  | 3:49,27 PB    |
| 4                         | Charles Cheboi Simotwo     | KEN  | 3:49,40 PB    |
| 5                         | Ismael Debjani             | BEL  | 3:52,70 PB    |
| 6                         | Ronald Musagala            | UGA  | 3:53,04 NR    |
| 7                         | Adam Ali Mousab            | QAT  | 3:53,15 SB    |
| 8                         | Ferdinand Kvan Edman       | NOR  | 3:53,42 PB    |
| 9                         | Charlie Da’Vall Grice      | GBR  | 3:54,97 SB    |
| 10                        | Ignacio Fontes             | ESP  | 3:59,82 SB    |
|                           | Mounir Akbache (Pacemaker) | FRA  | DNF           |
| Boaz Kiprugut (Pacemaker) | KEN                        | DNF  |               |

#### 3000 m
| Platz                     | Athlet             | Land | Zeit (min)        |
| ------------------------- | ------------------ | ---- | ----------------- |
| 1                         | Yomif Kejelcha     | ETH  | 7:26,25 WL DLR MR |
| 2                         | Jacob Krop         | KEN  | 7:30,07 PB        |
| 3                         | Nicholas Kimeli    | KEN  | 7:31,33 PB        |
| 4                         | Birhanu Balew      | BHR  | 7:33,05 PB        |
| 5                         | Filip Ingebrigtsen | NOR  | 7:34,00 PB        |
| 6                         | Justus Soget       | KEN  | 7:35,91 PB        |
| 7                         | Tadese Worku       | ETH  | 7:37,48 PB        |
| 8                         | David McNeill      | AUS  | 7:39,43 PB        |
| 9                         | Michael Kibet      | KEN  | 7:43,46 SB        |
| 10                        | Kieran Lumb        | CAN  | 7:46,28 SB        |
| 11                        | Bethwell Birgen    | KEN  | 7:46,84 SB        |
| 12                        | Zerei Kbrom        | NOR  | 7:47,16 SB        |
|                           | Jerry Motsau       | RSA  | DNF               |
| Vincent Kibet (Pacemaker) | KEN                | DNF  |                   |

#### 400 m Hürden
| Platz          | Athlet            | Land | Zeit (s)    |
| -------------- | ----------------- | ---- | ----------- |
| 1              | Karsten Warholm   | NOR  | 46,70 WR MR |
| 2              | Alison dos Santos | BRA  | 47,38 AR    |
| 3              | Yasmani Copello   | TUR  | 48,86 SB    |
| 4              | Rasmus Mägi       | EST  | 48,95       |
| 5              | Constantin Preis  | GER  | 49,79       |
| 6              | Ramsey Angela     | NED  | 49,81       |
|                | Thomas Barr       | IRL  | DNF         |
| Ludvy Vaillant | FRA               | DNF  |             |

#### Stabhochsprung
| Platz      | Athlet                 | Land | Höhe (m) |
| ---------- | ---------------------- | ---- | -------- |
| 1          | Armand Duplantis       | SWE  | 6,01 MR  |
| 2          | Sam Kendricks          | USA  | 5,91 SB  |
| 3          | Renaud Lavillenie      | FRA  | 5,81     |
| 4          | Valentin Lavillenie    | FRA  | 5,71     |
| 5          | Simen Guttormsen       | NOR  | 5,61 PB  |
| 6          | Sondre Guttormsen      | NOR  | 5,51     |
| 7          | Pål Haugen Lillefosse  | NOR  | 5,31     |
|            | Melker Svärd Jacobsson | SWE  | NM       |
| Cole Walsh | USA                    | NM   |          |

#### Dreisprung
| Platz | Athlet           | Land | Weite (m) |
| ----- | ---------------- | ---- | --------- |
| 1     | Yasser Triki     | ALG  | 17,24     |
| 2     | Andy Díaz        | CUB  | 16,78     |
| 3     | Tiago Pereira    | POR  | 16,64     |
| 4     | Pablo Torrijos   | ESP  | 16,50     |
| 5     | Max Heß          | GER  | 16,45     |
| 6     | Donald Scott     | CZE  | 15,92     |
| 7     | Jesper Hellström | SWE  | 15,77     |

#### Diskuswurf
| Platz | Athlet              | Land | Weite (m) |
| ----- | ------------------- | ---- | --------- |
| 1     | Daniel Ståhl        | SWE  | 68,65     |
| 2     | Kristjan Čeh        | SVN  | 66,68     |
| 3     | Lukas Weißhaidinger | AUT  | 65,67     |
| 4     | Andrius Gudžius     | LTU  | 65,57     |
| 5     | Simon Pettersson    | SWE  | 64,62     |
| 6     | Fedrick Dacres      | JAM  | 62,60     |
| 7     | Alin Firfirică      | ROU  | 61,67     |
| 8     | Ola Stunes Isene    | NOR  | 60,80     |

### Frauen

#### 100 m
| Platz | Athletin           | Land | Zeit (s) |
| ----- | ------------------ | ---- | -------- |
| 1     | Marie-Josée Ta Lou | CIV  | 10,91 SB |
| 2     | Daryll Neita       | GBR  | 11,06    |
| 3     | Ajla Del Ponte     | SUI  | 11,16    |
| 4     | Javianne Oliver    | USA  | 11,18    |
| 5     | Hana Basic         | AUS  | 11,42    |
| 6     | Jamile Samuel      | NED  | 11,50    |
| 7     | Tianna Bartoletta  | USA  | 11,51    |

Wind: −0,3 m/s

#### 800 m
| Platz | Athletin                    | Land | Zeit (min) |
| ----- | --------------------------- | ---- | ---------- |
| 1     | Kate Grace                  | USA  | 1:57,60 PB |
| 2     | Halimah Nakaayi             | UGA  | 1:58,70 SB |
| 3     | Lore Hoffmann               | SUI  | 1:59,06 SB |
| 4     | Catriona Bisset             | AUS  | 1:59,30    |
| 5     | Lovisa Lindh                | SWE  | 1:59,81 SB |
| 6     | Katharina Trost             | GER  | 2:00,02    |
| 7     | Adelle Tracey               | GBR  | 2:00,82    |
| 8     | Hedda Hynne                 | NOR  | 2:01,65 SB |
|       | Aneta Lemiesz (Pacemakerin) | POL  | DNF        |

#### 5000 m
| Platz | Athletin                       | Land | Zeit (min)  |
| ----- | ------------------------------ | ---- | ----------- |
| 1     | Hellen Obiri                   | KEN  | 14:26,38 SB |
| 2     | Fantu Worku                    | ETH  | 14:26,80 PB |
| 3     | Margaret Chelimo Kipkemboi     | KEN  | 14:28,24 SB |
| 4     | Eilish McColgan                | GBR  | 14:28,55 NR |
| 5     | Beatrice Chebet                | KEN  | 14:34,55 PB |
| 6     | Tsehay Gemechu                 | ETH  | 14:38,76 SB |
| 7     | Yasemin Can                    | TUR  | 14:46,13 SB |
| 8     | Karoline Bjerkeli Grøvdal      | NOR  | 14:47,67 PB |
| 9     | Andrea Seccafien               | CAN  | 15:10,00    |
| 10    | Sarah Lahti                    | SWE  | 15:10,24 PB |
| 11    | Camille Buscomb                | NZL  | 15:23,90 SB |
|       | Kate van Buskirk (Pacemakerin) | CAN  | DNF         |

#### 400 m Hürden
| Platz | Athletin            | Land | Zeit (s) |
| ----- | ------------------- | ---- | -------- |
| 1     | Femke Bol           | NED  | 53,33 NR |
| 2     | Hanna Ryschykowa    | UKR  | 54,15 PB |
| 3     | Wiktorija Tkatschuk | UKR  | 54,62    |
| 4     | Amalie Iuel         | NOR  | 55,04 SB |
| 5     | Leah Nugent         | JAM  | 55,37    |
| 6     | Léa Sprunger        | SUI  | 55,46    |
| 7     | Sage Watson         | CAN  | 56,52    |
|       | Line Kloster        | NOR  | DNS      |

#### Weitsprung
| Platz | Athletin                      | Land | Weite (m) |
| ----- | ----------------------------- | ---- | --------- |
| 1     | Malaika Mihambo               | GER  | 6,86      |
| 2     | Ivana Španović                | SRB  | 6,66      |
| 3     | Nastassja Mirontschyk-Iwanowa | BLR  | 6,72      |
| 4     | Jazmin Sawyers                | GBR  | 6,54      |
| 5     | Tilde Johansson               | SWE  | 6,48      |
| 6     | Abigail Irozuru               | GBR  | 6,35      |
| 7     | Anasztázia Nguyen             | HUN  | 6,18      |
|       | Maryna Bech-Romantschuk       | UKR  | NM        |

#### Speerwurf
| Platz | Athletin               | Land | Weite (m) |
| ----- | ---------------------- | ---- | --------- |
| 1     | Christin Hussong       | GER  | 62,62     |
| 2     | Maria Andrejczyk       | POL  | 62,67     |
| 3     | Kelsey-Lee Barber      | AUS  | 60,86     |
| 4     | Barbora Špotáková      | CZE  | 60,38     |
| 5     | Tazzjana Chaladowitsch | BLR  | 59,40     |
| 6     | Victoria Hudson        | AUT  | 59,34     |
| 7     | Līna Mūze              | LAT  | 58,44     |
| 8     | Marie-Therese Obst     | NOR  | 57,02     |